# Chôn cất

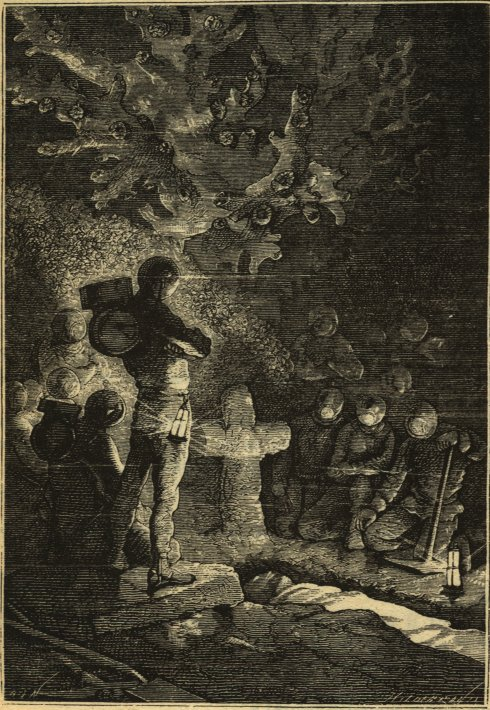
Đám tang dưới nước trong tác phẩm Hai vạn dặm dưới biển với phiên bản có tranh vẽ của Alphonse de Neuville và Édouard Riou

Chôn cất, mai táng, thổ táng hay địa táng là hình thức xử lý xác chết bằng việc đưa xác người hoặc động vật chết, thường là có đồ chôn theo, xuống dưới đất. Điều này được thực hiện bằng cách đào một hố hoặc đường hào, đặt người chết và các vật chôn theo vào đó, và lấp nó lại. Con người đã chôn người chết ít nhất 100.000 năm qua. Việc an táng thường được coi là sự tôn trọng người chết. Việc này đã được sử dụng để ngăn chặn mùi của sự phân hủy xác, để cho các thành viên trong gia đình không phải chứng kiến sự phân hủy xác của những người thân yêu của họ, và trong nhiều nền văn hóa nó đã được xem như là một bước cần thiết cho người quá cố đi tiếp vào thế giới bên kia hoặc quay vòng luân hồi.
Các phương pháp chôn cất có tính nghi lễ nghiêm ngặt và có thể bao gồm việc chôn tự nhiên (an táng xanh); ngâm dầu hoặc ướp xác; việc sử dụng các đồ chứa xác người chết như quan tài, đồ lót khâm liệm và lăng mộ; tất cả những thứ này đều có thể làm chậm đi sự phân hủy của xác chết. Đôi khi các đồ vật hoặc hàng hoá chôn cất được chôn cùng với xác, thường là quần áo ưa thích của người đã mất hoặc mang tính nghi lễ. Tùy thuộc vào văn hoá, cách thi hài được định vị có thể có ý nghĩa lớn.
Vị trí của nơi chôn cất có thể được quyết định phụ thuộc các vấn đề liên quan đến sức khoẻ và vệ sinh, mối quan tâm tôn giáo và thực tiễn văn hoá. Một số nền văn hoá giữ người chết ở gần người sống, trong khi những người khác "trục xuất" người chết bằng cách xác định khoảng cách tối thiểu từ nơi chôn cất đến khu vực có người ở. Một số tôn giáo trích ra các khu đất đặc biệt để chôn người chết, và một số gia đình xây dựng các nghĩa trang gia đình tư nhân. Hầu hết các nền văn hoá hiện đại đều đánh dấu vị trí của ngôi mộ với đá tảng, có thể ghi lại thông tin và lời ghi nhận công lao của người quá cố. Tuy nhiên, một số người bị chôn trong những ngôi mộ vô danh hoặc bí mật vì nhiều lý do. Đôi khi nhiều thi hài được chôn chung trong một ngôi mộ đơn nhất hoặc do lựa chọn (như trong trường hợp của các cặp vợ chồng), do thiếu không gian, hoặc trong trường hợp ngôi mộ tập thể dùng như một cách để chôn nhiều thi hài cùng một lúc.
Các giải pháp thay thế cho việc chôn cất bao gồm hỏa táng, thiên táng, thủy táng, bảo quản khô lạnh, để đông lạnh, v.v... Một số nền văn hoá con người thực hiện chôn cất những con vật nuôi họ yêu quý. Con người không phải là loài duy nhất chôn xác đồng loại; một số loài như tinh tinh, voi, và có thể cả chó cũng thực hiện việc này.